# Gasthaus zum Raben (Memmingen)

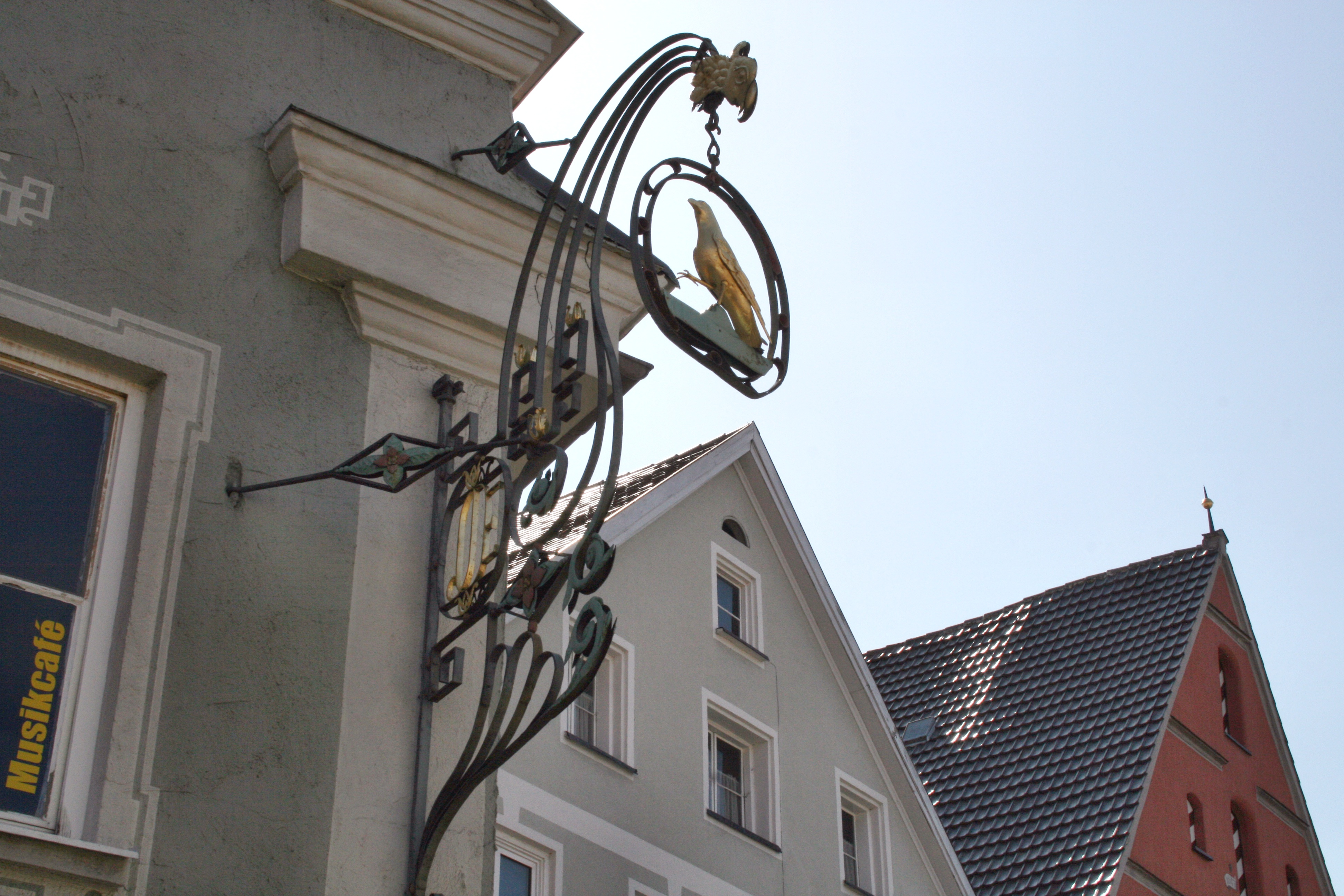
Nasenschild des Gasthauses zum Raben

Das Gasthaus zum Raben war ein Baudenkmal im oberschwäbischen Memmingen. Das bereits 1432 erwähnte Haus wurde am 23. Januar 2013 durch einen Großbrand komplett zerstört.

## Lage
Das Haus mit der Adresse Schrannenplatz 4 stand im südlichen Teil der Memminger Altstadt an der Südseite des Schrannenplatzes.

## Geschichte

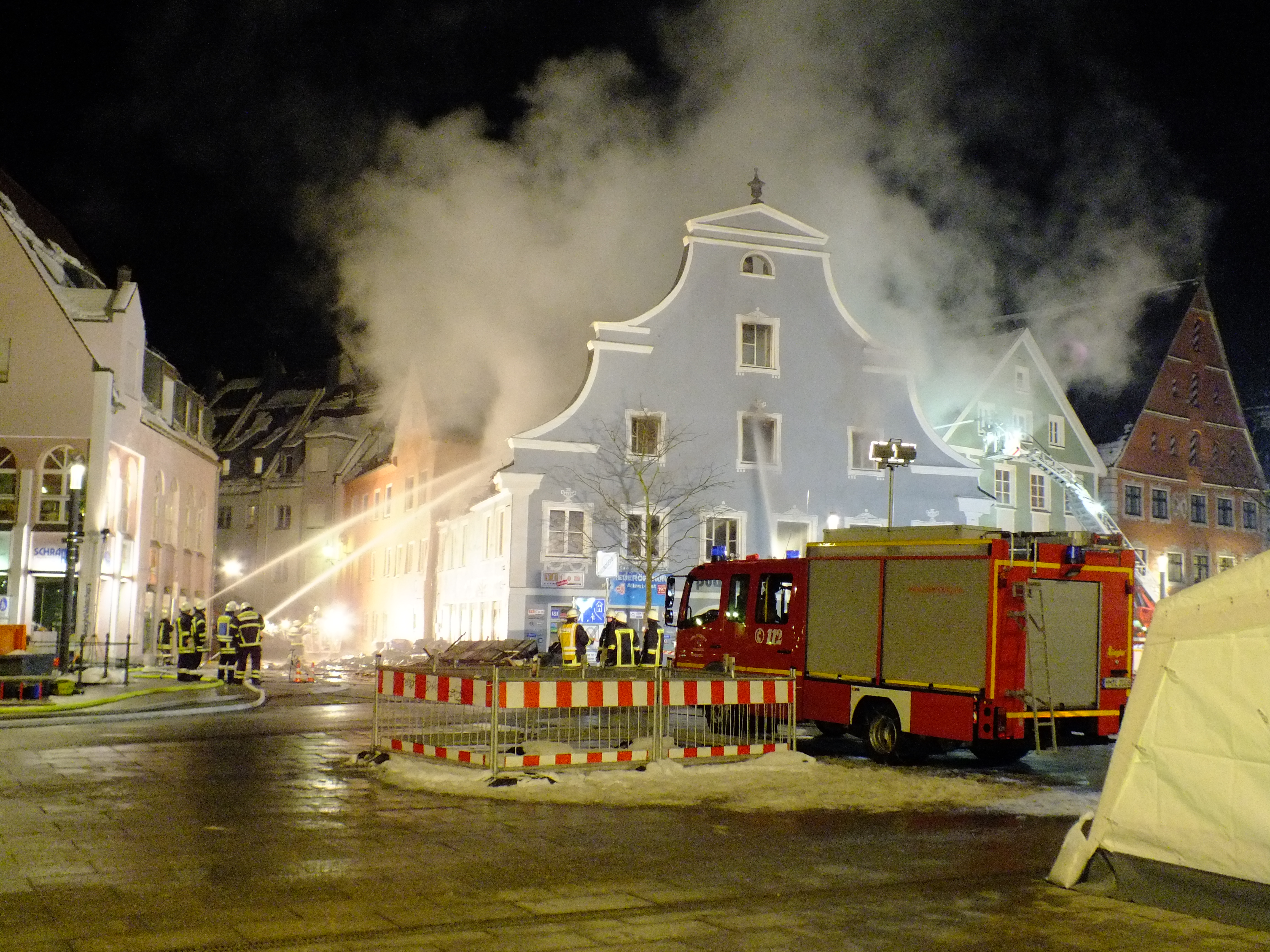
Brand und Löscharbeiten etwa 14 Stunden nach Ausbruch des Brandes

Das Haus wurde erstmals 1432 erwähnt. Es wird angenommen, dass bereits die damaligen Besitzer, die Familie Stetter, dort Gäste bewirteten. Es hieß damals Zum schwarzen Rappen, im Laufe der Zeit entwickelte sich daraus der heutige Name Raben. Im 16. und 17. Jahrhundert wurde das Haus neu erbaut. Um 1800 wurde die Fassade im klassizistischen Stil umgestaltet. Das Nasenschild stammt aus derselben Zeit. Von 1804 bis 1876 wurde die Gaststätte, die auch ein Brauereirecht innehatte, von der Familie Mühlschlegel geführt. Johannes Oexle erhielt 1876 eine Gewerbekonzession und betrieb das Gasthaus bis zum Verkauf an die Schiffsbrauerei Memmingen im Jahre 1918. Im Erdgeschoss befanden sich die Ställe für die Pferde, in den oberen Geschosse waren die Wirtsstube und Gästezimmer untergebracht. Nach 1945 wurde das Haus aufgrund der vielen Flüchtlinge aus den ehemaligen Ostgebieten als Notunterkunft verwandt und in der Folge mehrmals umgebaut. Im Erdgeschoss wurde ein Ladengeschäft mit einer Gaststätte eingerichtet, im ersten Obergeschoss blieb die Gaststube erhalten. Die oberen Geschosse wurden als Wohnraum und für eine Abluftanlage eines ehemaligen Waschsalons im Erdgeschoss genutzt. Die neu eingerichtete Schankstube im Erdgeschoss bekam den Namen Zum Rabennest. Nachdem die Fassade vorbildlich saniert worden war, erhielt das Haus 1975 den Fassadenpreis der Stadt Memmingen. Durch eine Stiftung der Geschwister Rittmayer, den Inhabern der Schiffsbrauerei kam das Haus in den Besitz der Rittmayer-Stiftung, die es 2009 an eine Privatperson verkaufte. In der Folge wurde der Schankraum im Erdgeschoss erneuert und das Äußere saniert. Die Fensteröffnungen wurden nach alten Plänen wieder auf Bodenniveau geöffnet. In den beiden östlichen Jochen befand sich zuletzt ein Mobilfunkgeschäft. Vor und neben dem Haus gab es eine Außenbestuhlung. Die Schankstube im Erdgeschoss erhielt nach den Umbauten den Namen Rohrbecks, der Schankraum im ersten Stock wurde Podium genannt.

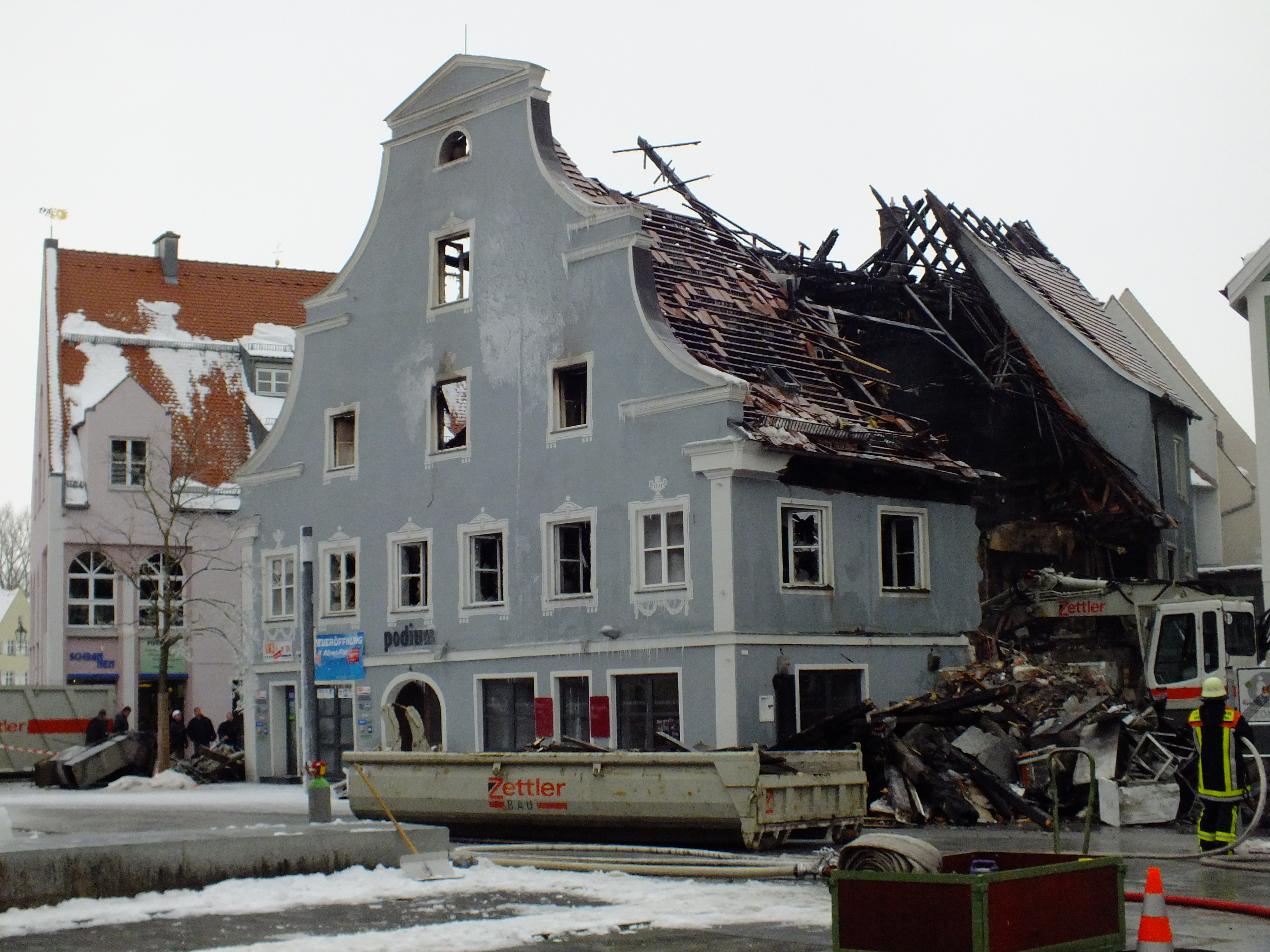
Der zweite Brandtag mit dem Aufbruch der Westseite

Am 23. Januar 2013 entstand ein Brand in einer Mietwohnung im zweiten Stock, durch den drei Personen leicht verletzt wurden. Durch die Fehlböden und die fehlende Feuerschutzwand griff der Brand auf das Nachbarhaus Rabengasse 1 über. Das folgende Haus, das ebenfalls die Hausnummer 1 in der Rabengasse trägt, wurde durch Löschwasser so stark beschädigt, dass die Bewohner von der Stadt kurzfristig neue Wohnungen zugeteilt bekamen. Erst am Folgetag konnte der Brand von den insgesamt über 130 Einsatzkräften vollends gelöscht werden. Hierfür wurde auf etwa vier Metern die Westseite des Hauses aufgebrochen, um die verbliebenen Glutnester zu erreichen. Aufgrund von Sicherheitsrisiken wurde gegen 16.30 Uhr beschlossen, die Fassade einzureißen. Der aktuelle Eigentümer sagte zu, das Haus in der alten Gestalt wieder aufzubauen. Es waren sämtliche städtische Feuerwehren und die Feuerwehr aus dem nahen Ottobeuren an den Löschmaßnahmen beteiligt.

## Baubeschreibung
Das Haus bestand aus sechs zu sechs Achsen und hatte zwei Stockwerke und ein Satteldach. Die Fassade war klassizistisch gestaltet. Im dritten Ostjoch des Hauses befand sich ein großes, rundbogiges Tor als ehemaliger Zugang für die Pferde. Im ersten Stockwerk hatte das Gebäude sechs Fenster, der Giebel war zweifach geschweift. Im zweiten Stock besaß es drei, im dritten Stock ein Fenster. Über dem Fenster des dritten Stocks befand sich eine halbkreisförmige Öffnung. Eine Metallvase krönte den Giebel. An der Westseite des Hauses war ein Nasenschild angebracht. Der Keller, der vermutlich aus dem 12. Jahrhundert stammt, ist überwölbt.